# Symbolique jaïne

## Lesvastika
C'est un des symboles les plus importants dans le jaïnisme. On le retrouve partout. Il symbolise la connaissance du transcendantal: ces branches se perdent dans l'infini.
De plus, toujours placé avec la branche gauche dirigée vers le haut, il symbolise les quatre mondes. Le vide qu'il y a dans la partie supérieure gauche du svastika représente le monde des hommes : il peut se libérer car cette partie du svastika est « tournée » vers le haut. Par contre, la partie supérieure droite du « svastika » représente le monde des êtres célestes, la partie inférieure gauche, le monde des animaux et des plantes, et la partie inférieure droite symbolise le monde des démons: Dans ces trois mondes, on ne peut atteindre la libération - car les parties évidées du  svastika ne sont pas tournées vers le haut, mais sur les côtés gauche, droit et vers le bas. Il faut donc se réincarner en homme pour pouvoir atteindre le nirvâna.

## Lechandra-bindu
Il est composé d'un croissant de lune (candra) qui symbolise l'élément féminin, solide, et d'un point, une perle (bindu) qui symbolise l'élément masculin, l'éther, le fluide: L'union des deux signifie l'harmonie des contraires et leur interdépendance - un peu comme le yin et le yang ou l'étoile de David. Il représente aussi l'âme libérée (bindu) dans le royaume des « Siddha » (chandra), au sommet de l'univers. Il se retrouve aussi dans l'écriture devanagari - utilisée en hindi - pour signaler la nasalisation d'un son. On le retrouve aussi sur le son « Om ».

## LesonOM

Le son « Aum » ou « Om »

Commun avec l'hindouisme et le bouddhisme, sa signification mystique est très importante dans le jaïnisme: les cinq lettres (« a », « a », « â », « u », et « m ») qui le composent sont un résumé du « grand mantra » jaïna, le Namokar Mantra: « A » pour les Arhat (les Jina, les vainqueurs spirituels), « A » pour les Asharîrî (les Siddha, les âmes libérées), « Â » pour les Âchârya (les chefs de communautés, les maîtres), « U » pour les Upâdhyâya (les précepteurs) et « aM» pour les Muni (les Sâdhu et Sâdhvî, les moines et nonnes).

## Le Om kara
Dérivé du précédent, il symbolise la spiritualité suprême.

## Ledrapeau
Validé par toutes les sections jaïna, il peut se retrouver sur tous les temples jaïna. Ce drapeau symbolise le Namokar Mantra. Cinq bandes horizontales le traversent, dont la plus importante est celle du milieu, en blanc, qui compte pour deux bandes des autres couleurs réunies. De haut en bas, on peut voir: la couleur rouge, celle des Siddha, la couleur jaune ou safran, celle des Âchârya, la couleur blanche, celle des Arhat, la couleur verte, celle des Upâdhyâya, et la couleur bleue, celle des Sâdhu. En son centre, on trouve le svastika, le tri-ratna (trois points qui symbolisent les « Trois Joyaux » du jaïnisme) et le chandra-bindu,  superposés l'un au-dessous de l'autre, généralement de couleur safran.

## La main de la non-violence
C'est l'emblème officiel du jaïnisme. La main signifie réconfort moral et compassion: elle nous fait comprendre conscience de nos actes. La roue inscrite dans la paume représente le cycle des réincarnations, et le mot Ahimsâ (non-violence) en son centre, désigne le moyen d'y échapper. Souvent, sous cette main, on peut lire, en sanscrit, la phrase: « Parasparopagraho jīvānām » qui veut dire: « Toutes les vies sont interdépendantes et donc se doivent un mutuel respect, une mutuelle assistance ».

## La représentation de l'univers
Un symbole important du jaïnisme adopté en 1899, lors du 2500e anniversaire de Mahâvîra. Il réutilise tous les symboles précédemment vus. Sur l'image du site proposé (version française),, on remarquera que le svastika a été remplacée par le Om kara(version anglaise:)